# 제23회 대구단편영화제
제23회 대구단편영화제는 2022년 8월 24일에 열린 시상식이다.

## 수상 및 후보

### 대상
- 새벽 두시에 불을 붙여 - 유종석 수상

### 우수상
- 힘찬이는 자라서 - 김은희 수상

### 애플시네마 대상
- 터 - 조현서 수상

### 관객상
- 국물은 공짜가 아니다 - 강민아 수상

### 애플시네마 배리어프리 수상
- 야행성 - 박지수 수상
- 이립잔치 - 남가원 수상

### 애플시네마 베스트피칭상
- 나의 기도 - 박재현 수상
- 휴게소 - 김보미 수상

### 국내경쟁
- 걷다보니 아버지가 된다. - 윤진
- 사라지는 것들 - 김창수
- 쓰는 일 - 유재인
- 딩크족 - 김승민
- 상실의 집 - 전진규
- 그날의 우린 - 김현영
- 집 같은 곳 - 조유경
- 터 - 조현서
- E:/말똥가리/사용불가 좌석이라도 앉고 싶… Action! - 김선빈
- 서울에도 오로라가 뜬다 - 이현경
- 국물은 공짜가 아니다 - 강민아
- 새벽 두시에 불을 붙여 - 유종석
- 아지트: 잃어버린 패치를 찾아서 - 박지연
- 이립잔치 - 남가원
- 겹겹이 여름 - 백시원
- 두 여인 - 장선희
- 빅브라더 - 궁유정
- 네버마인드 - 김상범
- 우로보로스 - 정민우
- 보이지 않는 눈 - 정승희
- 돌을 아십니까 - 강소연
- 소금과 호수 - 조예슬
- 꽝 - 유소영
- 힘찬이는 자라서 - 김은희
- 열쇠의 모든 것 - 양승욱
- 민수의 정석 - 이다운
- 트랜짓 - 문혜인
- 뻘, 짓 - 강태훈
- 죽고 싶은 학생 - 박준혁
- 하교길 - 고승현
- 씨티백 - 황선영
- 미스터 장 - 장병기
- 별을 담은 소년 - 이윤지
- 장갑을 사러 - 이현주
- 성숙씨의 테트리스 - 목규리
- 야행성 - 박지수
- 아옹다옹 - 김본희
- 거북이가 죽었다 - 김효은
- 낙마주의 - 최지훈 외 1명
- 버킷 - 김보영
- 그래도, 화이팅! - 김준석
- 29번째 호흡 - 국중이
- 면상 - 백선영 외 1명
- 빨간마스크 KF94 - 김민하

### 초청작
- 연기연습 - 이경호 외 1명
- 대전 부르스 - 권수빈
- 음이온 - 이민엽
- 꼬마이모 - 안선유
- 달려라 정이 - 박나나
- 심장의 벌레 - 한원영
- 여기, 나의 정원 - 김지곤
- 페인트 - 유준상
- PANDEMIC CITY part. 1 - 안진나 외 1명
- PANDEMIC CITY part. 2 - 안진나 외 1명
- PANDEMIC CITY part. 3 - 안진나 외 1명
- BARAKA - 안진나 외 1명
- 동인아파트,272의 몽타쥬 - 김미련
- 지퍼맨과 자전거 - 손영득
- Crime #. - 유지영
- 눈부시게 어두운 part.1 - 이하미
- 물어볼게요 - 전수인
- 이방인 - 송원찬
- 맞담 - 김준형
- 매미 - 윤대원
- 미망인 - 박남옥
- 아름다운 생존: 여성 영화인이 말하는 영화 - 임순례
- 흐르다 - 김현정
- 고백할 거야 - 김선빈
- APART - 채지희
- 소설 - 현승휘
- 일방통행 - 조이슬
- 르네 데카트르 - 주성우
- 빛의 미래 - 김현정